# 军事著作
军事著作的用意是系统的记录作战的理论和方法。中国古代称为兵书。

## 东方古代军事著作
- 军志，（周）
- 六韬(《太公六韬》、《太公兵法》、《素书》)，旧题：（周）姜尚
- 孙子兵法，（周）孙武
- 吴子，旧题：（周）吴起
- 司马法，（周）田和
- 尉缭子，（周）尉缭
- 三略，旧题：（秦）黄石公
- 唐太宗李卫公问对，（唐）李靖

以上各书收于在北宋神宗元丰三年（1080年）颁布武经七书中。
- 握奇经，旧题：上古风后
- 孙膑兵法，（周）孙膑
- 将苑，旧题：（蜀漢）諸葛亮
- 三十六计，（清）张联甲
- 武經總要，（宋）會公亮
- 何博士备论，（宋）何去非
- 百战奇略，（明）刘基
- 火龍神器陣法，（明）焦玉
- 武備志，（明）茅元儀
- 甲陽軍鑑，（日本）
- 五轮书，（日本）宫本武藏
- 萬川集海，（日本）
- 斗战经，（日本）反驳《孙子兵法》的书

## 西方古代军事著作
- 伯罗奔尼撒战争史，修昔底德
- 亚历山大远征记
- 高卢战记，恺撒

## 现代军事著作
- 《军事战略》，索科洛夫斯基
- 《曾胡治兵语录》，蔡锷
- 《论持久战》，1938年，毛泽东
- 《超限戰》（1999年出版，中華人民共和國，作者：喬良、王湘穗）
- 《战争论》，克劳塞维兹，1780年-1831年
- 《海权对历史的影响1660-1783》，马汉
- 《制空权》，杜黑，意大利
- 《步兵攻击》，隆美尔